# International Virtual Aviation Organisation

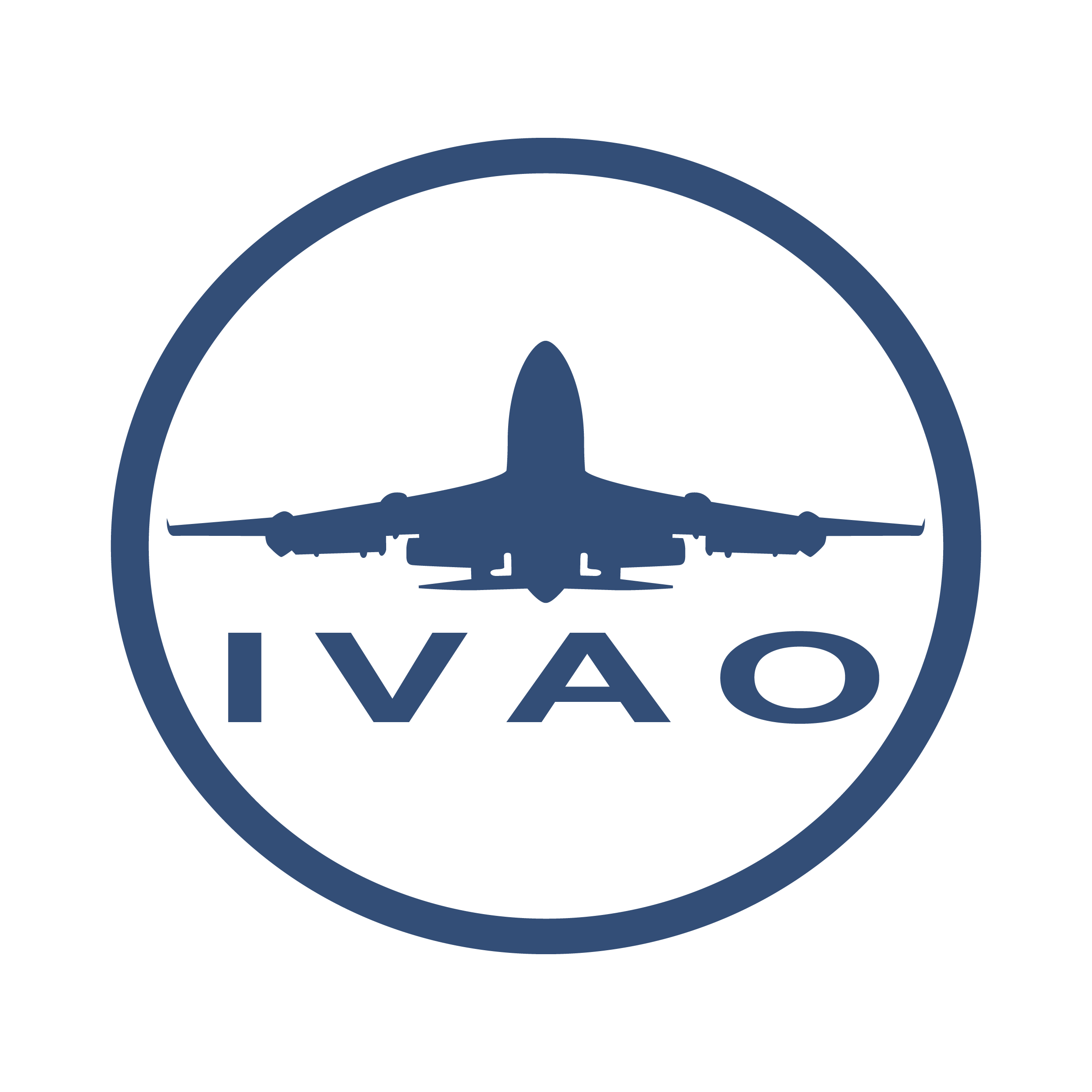
Logo

International Virtual Aviation Organisation (IVAO) är en icke vinstinriktad Internetbaserad organisation för flygsimulatorentusiaster. Organisationen tillhandahåller servrar som gör det möjligt att delta i simulerade flygningar med verklighetstroget väder och realistisk flygledning.
IVAO skapar en virtuell värld full av piloter och flygledare där deltagarna antingen kan vara pilot eller flygledare. Sverige, Norge, Finland, Danmark och Island har sammanfogats till en så kallad Multiple Country Division (MCD) vid namn Nordic Region Division.
IVAO strävar efter att följa verklighetens procedurer för flygning och flygledning så långt det går. Piloterna och flygledarna kommunicerar med antingen röst- eller textkommunikation som är i stort sett identisk med den inom verklig flygledning. Därför är det många piloter och pilotelever som använder IVAO som ett träningshjälpmedel i sin utbildning.
IVAO tillhandahåller servrar för flygledning och IP-telefoni runtom i världen som piloter och flygledare kan ansluta sig till. Flygledningsservrarna tillåter piloterna och flygledarna att se varandra och kommunicera med varandra med text. Servrarna för IP-telefoni tillåter att röstkommunikation används. Programvaran för röstkommunikationen är TeamSpeak2 som är lätt för flygledarna att hantera.

## Medlemmar
I september 2007 bestod IVAO av ungefär 80 000 medlemmar som täcker större delen av världen. Lokala IVAO-divisioner finns i mer än 50 länder (se mer information nedan).
Den 30 januari 2009 hade IVAO cirka 98 265 medlemmar.
I slutet av mars 2016 hade IVAO cirka 185 000 medlemmar.
I maj 2017 hade IVAO mer än 200 000 medlemmar.

## Programvara
Programmen och systemen som används (dock inte flygsimulatorn som används av piloten) är skapade av IVAO:s utvecklingsavdelning. IVAO stöder också tredjepartsutvecklare som skapar programvara för IVAO.
Följande flygsimulatorer stöds av IVAO:
- Microsoft Flight Simulator (alla versioner från FS98 med Squawkbox), FS2002, FS2004 och FSX med IvAp (mjukvara utvecklad av IVAO)
- X-Plane
- Prepar3D

Vidare fungerar ATC-klienten IvAc (för flygledare) på alla Windowsversioner.

## Divisioner
IVAO:s divisioner består av lokala medlemmar som står för ledning, support, underhåll och träning i sin del av världen i samarbete med IVAO:s högkvarter. Den stora fördelen är att IVAO på så sätt får en lokal anknytning, och medlemmar kan diskutera och umgås med människor från samma land och region. 
Det är vanligt att varje division skapar och publicerar material som rör det egna landets flygprocedurer. I Sverige används bland annat Luftfartsverket, Swedavia och Försvarsmakten som källor till det materialet, för att se till att procedurerna är så verklighetstrogna som möjligt. Exempel på procedurer som IVAO Sverige har skapat är lokala, flygplatsspecifika procedurer och Drifthandbok 1a. 
Divisionerna arrangerar också evenemang för sina medlemmar, ibland tillsammans med andra divisioner. Det kan till exempel röra sig om ett så kallat fly-in, där många piloter flyger från hela världen till en flygplats i landet, group flights där många medlemmar flyger mellan två flygplatser i ett eller två länder.

## IVAO Nordic Region
IVAO Nordic Region leds av divisionschef Frtiz L, som tog över ledarskapet i november 2015. Vem som helst kan bli medlem helt gratis, och kan dessutom få kostnadsfri utbildning och träning i olika flygrelaterade ämnen.